# Nagyszénás
Nagyszénás (vyslovováno [naďsénáš]) je velká obec v Maďarsku v župě Békés, spadající pod okres Orosháza. Nachází se asi 7 km severně od Orosházy. V roce 2015 zde trvale žilo 4 979 obyvatel. Dle údajů z roku 2011 tvoří 84,8 % obyvatelstva Maďaři, 0,5 % Slováci a 0,3 % Němci, přičemž 15,2 % obyvatel se k národnosti nevyjádřilo.
Nagyszénásem procházejí silnice 4404 a 4602. Sousedními vesnicemi jsou Csabacsűd a Gádoros, sousedními městy Csorvás, Kondoros, Orosháza a Szarvas. Nachází se zde letiště.